# Mazgoš
Mazgoš (en serbe cyrillique : Мазгош ; en bulgare : Мъзгош) est un village de Serbie situé dans la municipalité de Dimitrovgrad, district de Pirot. Au recensement de 2011, il comptait 30 habitants.

## Démographie

### Évolution historique de la population
| 1948 | 1953 | 1961 | 1971 | 1981 | 1991 | 2002 | 2011 |
| ---- | ---- | ---- | ---- | ---- | ---- | ---- | ---- |
| 525  | 449  | 338  | 186  | 125  | 65   | 27   | 30   |

|  |